# 艾蒂安-路易·布莱

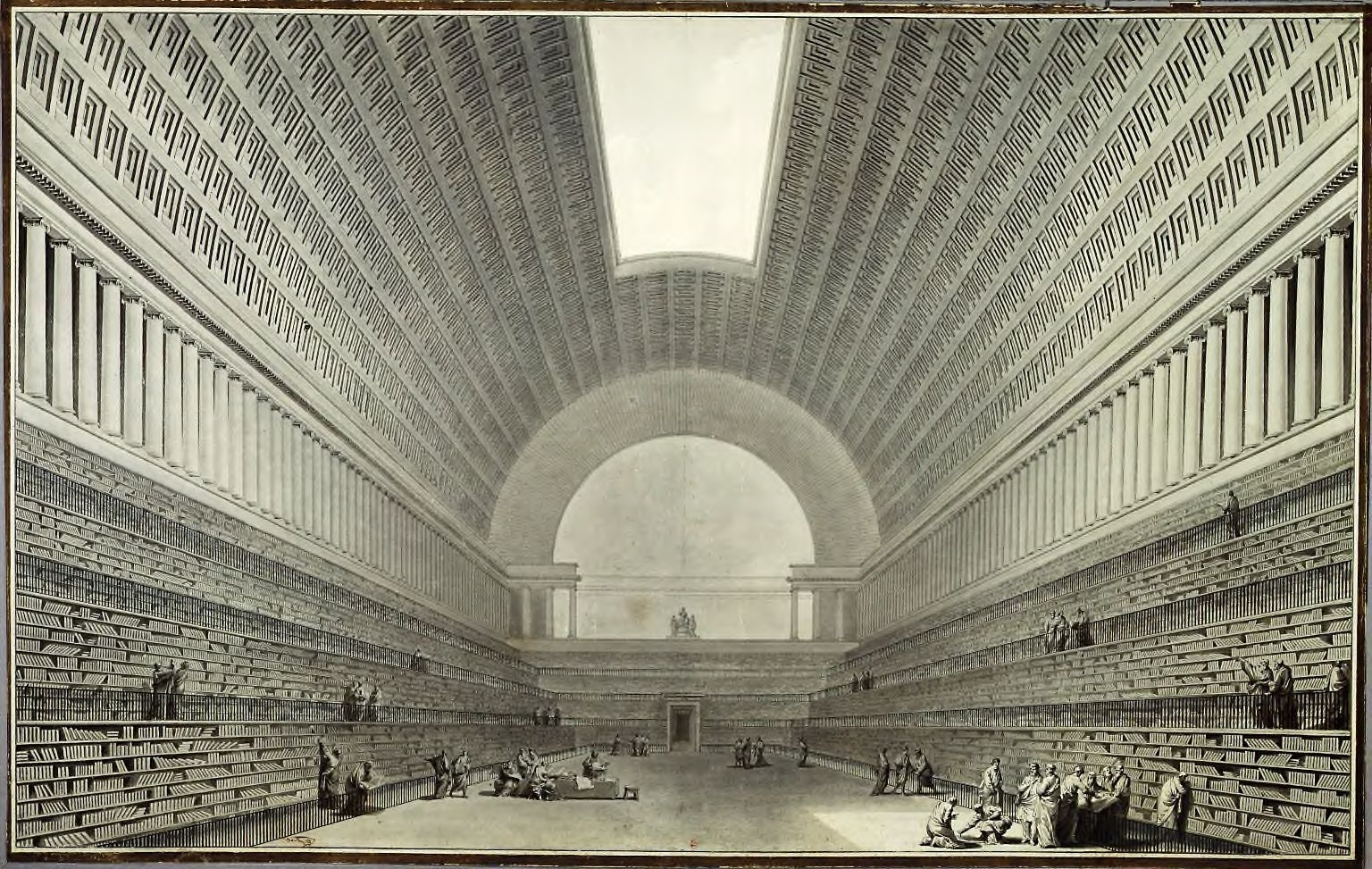
布莱，“皇家图书馆第二项目”（1785年）

艾蒂安-路易·布莱（法語：Étienne-Louis Boullée，發音：[etjɛn lwi bule]；1728年2月12日—1799年2月4日）是一位具有远见的法国新古典主义建筑师。他的作品对现代建筑师影响颇深。

## 生平

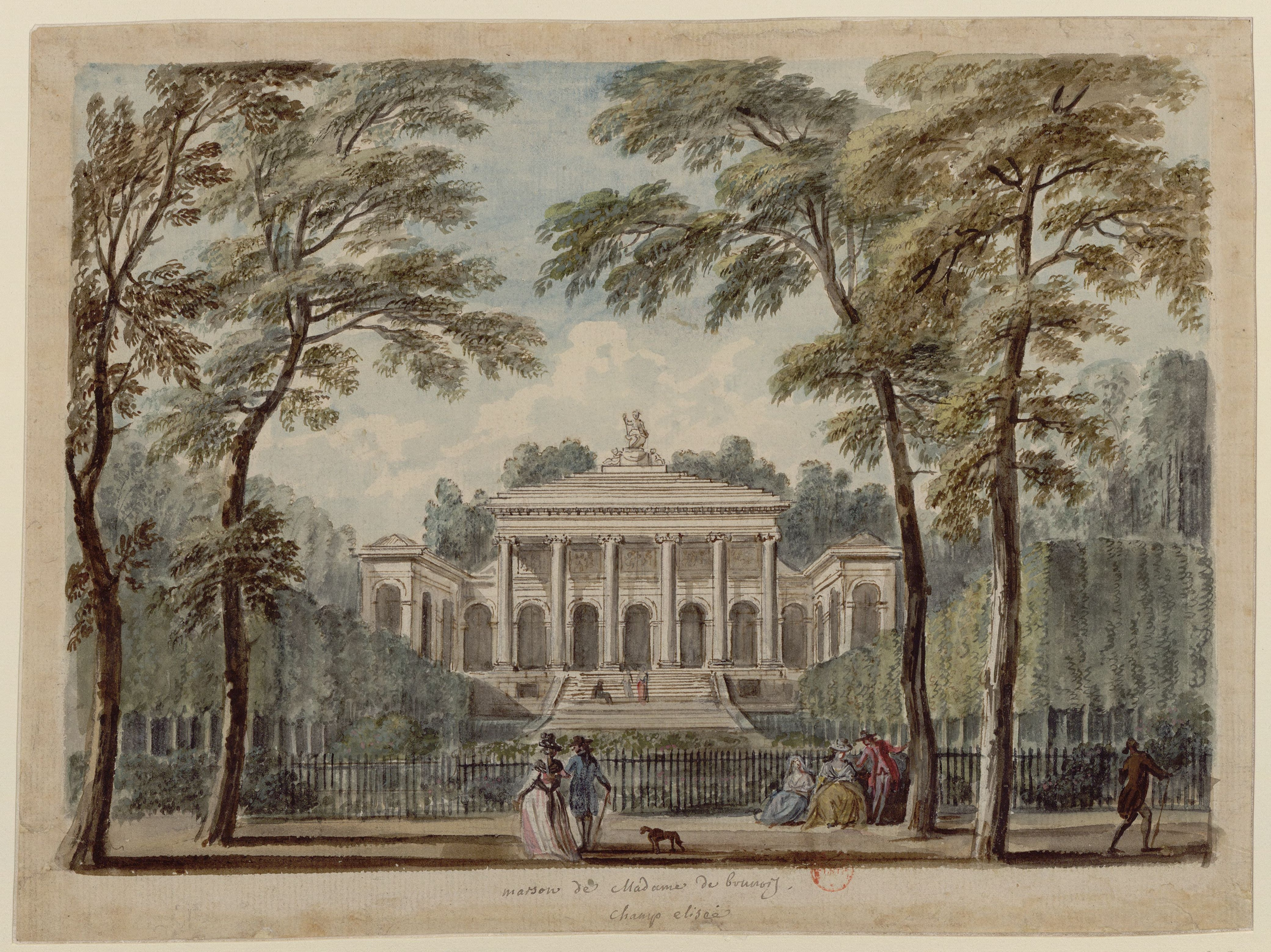
布吕努瓦市政厅, 1780年左右

布莱生于巴黎，师从雅克-弗朗索瓦·布隆代尔、热尔曼·博弗朗和让-洛朗·勒热，学习17、18世纪主流的法式古典主义建筑和中世纪结束后发展起来的新古典主义。1762年，他被选入法国皇家建筑学会，成为腓特烈二世的首席建筑师——很大程度上这是一个荣誉头衔。1762年到1778年间，他设计了许多私人住宅，尽管其中大部分已不复存在；有幸保存至现代的著名建筑包括布吕努瓦府邸（已于1930年拆除）和亚历山大府邸，两处都在巴黎。他为弗朗索瓦·拉辛·德·蒙维尔设计的建筑显然也没能保留下来，但布莱对蒙维尔的影响在“雷沙漠”这座花园中保留了下来。与克洛德·尼古拉·勒杜一样，布莱是对法国新古典主义建筑最有影响力的大师之一。

## 几何风格
1778年至1788年间，布莱在国立桥路学校任教，研究建筑理论。这是他最有影响力的一段时期。受到古典形式的启发，他发展出了独特的抽象几何风格。他作品的特点是去除了所有不必要的装饰，将基本的几何形状放大，以及重复元素的运用，如各式各样的柱子。
对于布莱而言，规律性、对称性和多样性是建筑的黄金法则。

## 艾萨克·牛顿爵士纪念堂

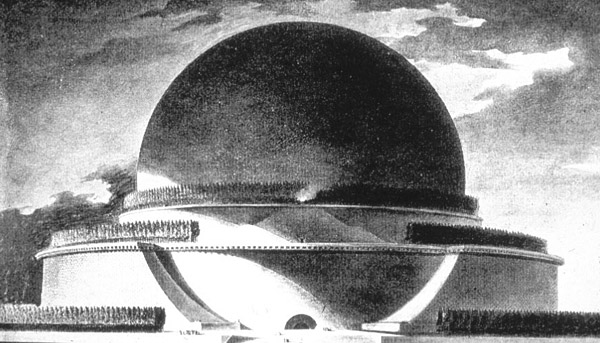
布莱，“牛顿纪念堂”（1784年）

布莱提倡建筑表达其目的的理念，他的批评者称之为“会说话的建筑”。这一理念是19世纪后期布杂艺术学派的一个重要组成部分。布莱的风格在他为英国科学家艾萨克·牛顿设计的纪念堂中得到了最著名的体现。牛顿在去世50年后成为启蒙思想的象征。 这座纪念堂本身是一个150米高的球体，比胡夫金字塔还要高，周围环绕着两圈巨大的屏障和数百株柏树。虽然这座建筑从未建成，但1784年，许多布莱所作的钢笔画被刻印出来，在专业圈子里得到了广泛传阅。这种形式的纪念碑、纪念堂并不是墓葬，而是用于纪念实际葬在别处的人的。代表牛顿的空石棺放在球体的最低点处。纪念堂的设计创造了白日与黑夜的效果：弧形天顶上有许多小洞，当石棺被穿过这些小洞的阳光照亮的时候，人仿佛看见了夜空中的星星，这就产生了黑夜的效果。而白日的效果则来自于悬挂在球体正中、散发出神秘光芒的浑仪。因此，在建筑设计中使用光线导致了建筑内部的外观发生变化。

## 图罗勒府邸大厅
1761年1月21日的《预言报》提到了府邸大厅中的护壁板，因此它一定是在1758年-1759年间装修的。玛黑区改建而成的克洛德-夏尔-多米尼克·图罗勒（Claude-Charles-Dominique Tourolle）府邸保存了下来（当时的奥尔兰街现在已经改名为夏尔洛街），但19世纪中叶时大厅中的护壁板和壁炉台被拆除，搬到了圣奥诺雷市郊路上的一栋房子里，这栋建筑现在归盟友联盟社团所有。壁炉台上方、长墙中心的凹处摆着边缘带凹槽的爱奥尼亚式壁柱，上面放着圆拱形的镜子。白色大理石的女像柱支撑着壁炉台的台面。齿状壁带下方有一圈完整的楣梁。这套白金配色的装潢在1790年还是很时髦的。

## 亚历山大府邸

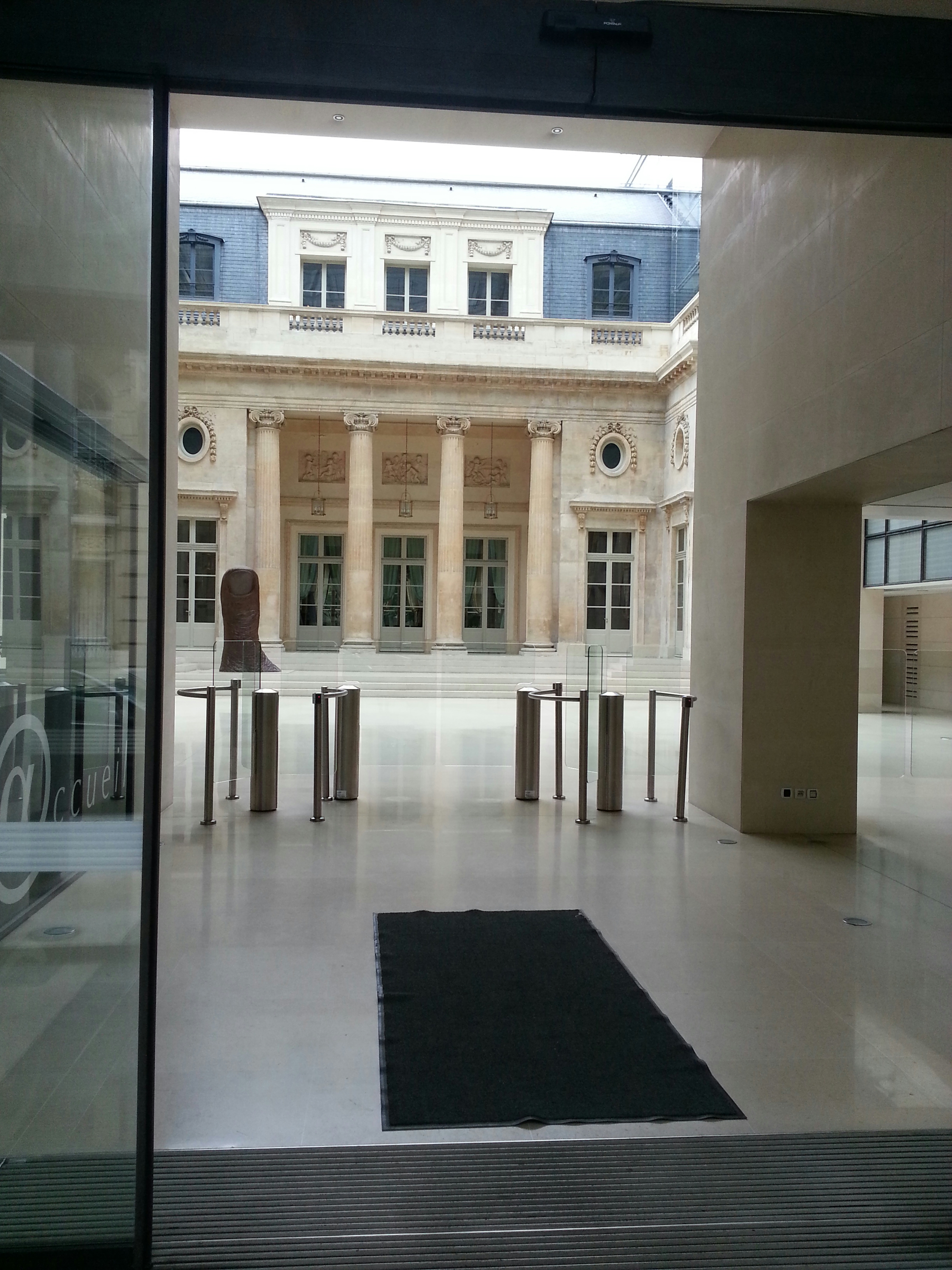
2013年的亚历山大府邸

亚历山大府邸，又称苏特府邸，位于巴黎城市主教街（1763年-1766年）。它是布莱在巴黎唯一保存下来的住宅设计，是为金融家安德烈-克洛德-尼古拉·亚历山大（André-Claude-Nicolas Alexandre）建造的。府邸的主庭院中，四根嵌在墙壁平面凹处的爱奥尼亚柱创造了一个入口（现在已经装上了玻璃门）。庭院角落的侧门上方镶嵌了独立的框架，而椭圆形的牛眼窗上方则覆盖着布幔状的外饰，这后来成为了新古典主义风格建筑一个常见的特征。花园前竖立着一排高大的柱子，支撑着高高的天花板。

## 文化遗产
布莱的想法对他同时代的建筑师产生了重大影响，不仅仅是因为他曾为一些重要的建筑师授课，例如让·沙尔格兰、亚历山大-泰奥多尔·布龙尼亚和让-尼古拉-路易·迪朗。他的一些作品直到20世纪才为人所知；他的《论建筑艺术》（Architecture，essai sur l'Art）一书感情充沛地支持新古典主义，但直到1953年才出版。这本书收录了他从1778年-1788年的作品，大部分都是规模过于宏大、以至于完全不切实际的公共建筑设计。
布莱喜爱宏大的设计，这使得他看起来既像一个妄自尊大的人，又像一个空想家。他对对立（抵消相反的设计元素)的关注和对光影的使用十分创新，直到今天还对建筑师们有着深刻影响。他在20世纪被“重新发现”，并影响了阿尔多·罗西等建筑师。
彼得·格林納威的电影《雲雨斷腸時》（1987）讲述了一个虚构的建筑师为布莱的作品举办展览的故事。这部电影运用了许多具有布莱特点的视觉元素。